# Cinq-Avenues - Longchamp (métro de Marseille)
Pour les articles homonymes, voir Longchamp.
Cinq Avenues - Longchamp est une station de la ligne 1 du métro de Marseille. Elle est située à 673 m de la station Chartreux et à 4,498 km de La Rose.
La station est inaugurée le 26 novembre 1977 et se situe dans le quartier des Cinq-Avenues au 22 Boulevard du Jardin zoologique.

## Architecture
Cette station est dotée d’un sol carrelé blanc et vert sur son niveau d’entrée et de sortie ainsi que sur le mur d’extrémité ouest. La voûte semi-elliptique est de couleur bleue et les panneaux des murs côté rails sont vert olive. L’accès au quai se fait par deux escaliers sur une mezzanine.

## Autour
- Un accès donne directement sur le Parc Longchamp, avec la possibilité de visiter le Jardin zoologique de Marseille, le Palais Longchamp, le Muséum d'histoire naturelle de Marseille ainsi que le musée des Beaux-arts.
- Le collège des chartreux se trouve à proximité.
- Le lycée Saint-Charles est accessible via la ligne   arrêt Flammarion Espérandieu.
- Le musée Grobet-Labadié se trouve à 600m de la sortie de métro.
- Le parc accueille chaque année en juillet le festival Marseille Jazz des Cinq Continents.
- Un bureau de poste et des commerces se trouvent dans les alentours.

## Services
- Service assuré tous les jours de 5h à 1h.
- Distributeurs de titres : possibilité de régler par espèces ou carte bancaire.
- Un parking Relais Vallier, situé à 700m de la station, est accessible du lundi au vendredi de 6h30 à 20h, avec une capacité de 460 places.

## Correspondances RTM
Arrêt Cinq Avenues
- Ligne   en direction de Arenc-Le Silo ou de La Blancarde.

Terminus Métro 5 Avenues
- Ligne   en direction du Dépôt la Rose.
- Ligne   en direction des Baronnies.

Terminus Foch 5 Avenues
- Ligne   en direction de Bois Lemaître via Frais-Vallon.
- Ligne   en direction des 3 Lucs Enco de Botte.
- Ligne   en direction du Bois Lemaître.
- Ligne   en direction du Métro Désirée Clary.
- Ligne   en direction de Canebière (Bourse).

Arrêt Métro 5 Avenues
- Ligne   en direction du Pharo.

Arrêt 5 Avenues Chartreux
- Ligne   en direction du Métro Saint-Just.